# بنیاد مردمی رعایت اصول اخلاقی در برابر جانوران
بنیاد مردمی رعایت اصول اخلاقی در برابر جانوران (به انگلیسی: People for the Ethical Treatment of Animals) که به اختصار پیتا (به انگلیسی: PETA) نامیده می‌شود یک سازمان آمریکایی حامی حقوق جانوران است که در ویرجینیا قرار دارد و توسط اینگرید نوکیرک رهبری می‌شود.